# Chelostoma forcipatum
Chelostoma forcipatum là một loài Hymenoptera trong họ Megachilidae. Loài này được Benoist mô tả khoa học năm 1928.